# Elisabetta di Danimarca (1485-1555)
Elisabetta di Danimarca (Nyborg, 24 giugno 1485 – Colonia, 10 giugno 1555) è stata una principessa danese.

## Biografia
Era figlia di Giovanni di Danimarca, re di Danimarca, Norvegia e Svezia, e di Cristina di Sassonia.
Venne data in moglie al Principe elettore Gioacchino I di Brandeburgo che sposò a Stendal il 10 aprile 1502.
Dal matrimonio nacquero cinque figli:
- Gioacchino (9 gennaio 1505 - Castello di Köpenick, 3 gennaio 1571);
- Anna (1507 - Lübz, 19 giugno 1567), che sposò Alberto VII di Meclemburgo-Güstrow;
- Elisabetta (Berlino, 24 agosto 1510 - Ilmenau, 25 maggio 1558), sposa di Eric I di Brunswick-Lüneburg;
- Giovanni (Tangermünde, 3 agosto 1513 - Küstrin, 13 gennaio 1571);
- Margherita (29 settembre 1511 - 1577), sposa di Giorgio I di Pomerania.

Elisabetta fu una fervente sostenitrice del Protestantesimo: nel 1523 assistette ad un sermone di Martin Lutero divenendone seguace e nel 1527 coronò la sua convinzione religiosa ricevendo pubblicamente la comunione secondo il rito protestante. A questo gesto, che poteva provocare un sanguinoso conflitto tra il Brandeburgo e il Vaticano, suo marito Gioacchino, rimasto cattolico, replicò chiedendo la riunione nel 1528 di un concilio clericale che lo consigliasse sul da farsi: l'opinione della chiesa fu di imprigionare l'eretica moglie, passibile anche di ripudio e condanna a morte.
Elisabetta però non aspettò che venisse eseguita la condanna e scappò pressò la corte di suo zio Giovanni, Principe Elettore di Sassonia. Da lì ricevette il supporto di tutte le monarchie pratostanti, compreso quello dello stesso Lutero.
Impossibilitata a professare liberamente la propria fede religiosa se fosse tornata nel Brandeburgo, la principessa prese residenza vicino Wittenberg senza poter rivedere i figli, a cui il padre aveva vietato ogni contatto con la madre.
Elisabetta rimase vedova l'11 luglio 1535 e ricevette l'invito dei figli a fare ritorno. Questi però cambiarono idea quando la loro madre chiese che le terre appartenenti alla sua dote fossero dichiarate protestanti.
Il ritorno in Brandeburgo avvenne dieci anni dopo nel 1545.

## Ascendenza
|                                 |                         |                                  | Genitori                            |  |  | Nonni |  |  | Bisnonni              |  |  | Trisnonni                |  |
|                                 |                         |                                  |                                     |  |  |       |  |  | Dietrich di Oldenburg |  |  | Cristiano V di Oldenburg |  |
|                                 |                         |                                  |                                     |  |  |       |  |  | Dietrich di Oldenburg |  |  | Cristiano V di Oldenburg |  |
|                                 |                         | Agnese di Hihnstein-Heringen     |                                     |  |  |       |  |  | Dietrich di Oldenburg |  |  |                          |  |
| Cristiano I di Danimarca        |                         |                                  |                                     |  |  |       |  |  | Dietrich di Oldenburg |  |  |                          |  |
|                                 |                         | Edvige di Schauenburg            | Gerardo VI di Schleswig-Holstein    |  |  |       |  |  |                       |  |  |                          |  |
|                                 |                         | Edvige di Schauenburg            | Gerardo VI di Schleswig-Holstein    |  |  |       |  |  |                       |  |  |                          |  |
|                                 |                         | Edvige di Schauenburg            | Elisabetta di Brunswick             |  |  |       |  |  |                       |  |  |                          |  |
| Giovanni di Danimarca           |                         | Edvige di Schauenburg            |                                     |  |  |       |  |  |                       |  |  |                          |  |
|                                 |                         | Giovanni l'Alchimista            | Federico I di Brandeburgo           |  |  |       |  |  |                       |  |  |                          |  |
|                                 |                         | Giovanni l'Alchimista            | Federico I di Brandeburgo           |  |  |       |  |  |                       |  |  |                          |  |
|                                 |                         | Giovanni l'Alchimista            | Elisabetta di Baviera-Landshut      |  |  |       |  |  |                       |  |  |                          |  |
| Dorotea di Brandeburgo-Kulmbach |                         | Giovanni l'Alchimista            |                                     |  |  |       |  |  |                       |  |  |                          |  |
|                                 |                         | Barbara di Sassonia-Wittenberg   | Rodolfo III di Sassonia-Wittenberg  |  |  |       |  |  |                       |  |  |                          |  |
|                                 |                         | Barbara di Sassonia-Wittenberg   | Rodolfo III di Sassonia-Wittenberg  |  |  |       |  |  |                       |  |  |                          |  |
|                                 |                         | Barbara di Sassonia-Wittenberg   | Barbara di Legnica                  |  |  |       |  |  |                       |  |  |                          |  |
| Elisabetta di Danimarca         |                         | Barbara di Sassonia-Wittenberg   |                                     |  |  |       |  |  |                       |  |  |                          |  |
|                                 | Federico II di Sassonia | Federico I di Sassonia           |                                     |  |  |       |  |  |                       |  |  |                          |  |
|                                 | Federico II di Sassonia | Federico I di Sassonia           |                                     |  |  |       |  |  |                       |  |  |                          |  |
|                                 | Federico II di Sassonia | Caterina di Brunswick-Lüneburg   |                                     |  |  |       |  |  |                       |  |  |                          |  |
| Ernesto di Sassonia             | Federico II di Sassonia |                                  |                                     |  |  |       |  |  |                       |  |  |                          |  |
|                                 |                         | Margherita d'Austria             | Ernesto I d'Asburgo                 |  |  |       |  |  |                       |  |  |                          |  |
|                                 |                         | Margherita d'Austria             | Ernesto I d'Asburgo                 |  |  |       |  |  |                       |  |  |                          |  |
|                                 |                         | Margherita d'Austria             | Cimburga di Masovia                 |  |  |       |  |  |                       |  |  |                          |  |
| Cristina di Sassonia            |                         | Margherita d'Austria             |                                     |  |  |       |  |  |                       |  |  |                          |  |
|                                 |                         | Alberto III di Baviera           | Ernesto di Baviera-Monaco           |  |  |       |  |  |                       |  |  |                          |  |
|                                 |                         | Alberto III di Baviera           | Ernesto di Baviera-Monaco           |  |  |       |  |  |                       |  |  |                          |  |
|                                 |                         | Alberto III di Baviera           | Elisabetta Visconti                 |  |  |       |  |  |                       |  |  |                          |  |
| Elisabetta di Baviera           |                         | Alberto III di Baviera           |                                     |  |  |       |  |  |                       |  |  |                          |  |
|                                 |                         | Anna di Braunschweig-Grubenhagen | Erich I di Braunschweig-Grubenhagen |  |  |       |  |  |                       |  |  |                          |  |
|                                 |                         | Anna di Braunschweig-Grubenhagen | Erich I di Braunschweig-Grubenhagen |  |  |       |  |  |                       |  |  |                          |  |
|                                 |                         | Anna di Braunschweig-Grubenhagen | Elisabetta di Brunswick-Göttingen   |  |  |       |  |  |                       |  |  |                          |  |
|                                 |                         | Anna di Braunschweig-Grubenhagen |                                     |  |  |       |  |  |                       |  |  |                          |  |